# NileRed
Nigel Braun (* 7. září 1991 Montréal), profesionálně známý jako NileRed, je kanadský YouTuber známý svými videi o chemii, která zachycují chemické reakce a zvláštní sloučeniny. Má bakalářský titul v biochemii s vedlejším zaměřením na farmakologii.

## Život
Nigel Braun se narodil 7. září 1991 v Montréalu v Québecu. Jeho rodiče jsou zvukový inženýr a  bývalý vysokoškolský profesor Dorian Braun a Jody Tanaková. Jeho mladší bratr Corey pomáhá řídit jeho YouTube kanál. Braun má bakalářský titul (Bachelor of Science) v biochemii s vedlejším zaměřením na farmakologii z McGillovy univerzity.
Než založil YouTube kanál, byl Braun vyškoleným laboratorním technikem v laboratoři organické chemie. Později začal studovat magisterský program v oboru chemie na McGillově univerzitě, ale opustil ho, aby se mohl soustředit na svůj YouTube kanál.

## Kariéra
Již od svého mládí Braun pro zábavu natáčel videa (hlavně návody) a svůj YouTube kanál založil 10. března 2014. Jeho první video bylo nahráno 24. března 2014 a většina jeho raných videí byla záznamy jeho projektů jako laboratorního technika, později natáčených v garáži jeho rodičů, a následně v jeho průmyslové laboratoři. Braun chtěl, aby název jeho YouTube kanálu, NileRed, souvisel s chemií, ale nezněl příliš chemicky. On a jeden jeho univerzitní kolega procházeli knihu obsahující chemické názvy a začali s N, protože Braunovo jméno začínalo stejným písmenem. Rozhodli se pro nilskou červeň (anglicky nile red), sloučeninu používanou k barvení v biochemii a mikrobiologii, protože její název zněl dobře a nepůsobila příliš jako chemikálie. Druhý kanál, NileBlue, byl vytvořen v roce 2016 k prezentaci méně formálních projektů než na hlavním kanálu, a kanál s krátkými videi, NileRed 2 (dříve NileRed Shorts), byl vytvořen v roce 2021. Braunovi s jeho kanálem pomáhají dva členové rodiny a dva přátelé, které najal.
Některá Braunova videa byla smazána v roce 2018 kvůli omezování chemických YouTube kanálů. V letech 2019 a 2020 internetový časopis Hackaday informoval o Braunově extrakci bismutu z léku Pepto-Bismol, výrobě aerogelu a vytváření supravodičů. V roce 2021 The A.V. Club a Newsweek informovaly o virálním videu, ve kterém rozpouštěl hot dog v „piraním roztoku“ (směs kyseliny sírové a peroxidu vodíku).

## Ceny a nominace
| Rok  | Cena           | Kategorie          | Výsledek | Ref.   |
| ---- | -------------- | ------------------ | -------- | ------ |
| 2020 | Streamy Awards | Učení a vzdělávání | nominace | [ 14 ] |